# Radio Koper
Radio Koper, est une station de radio basée à Koper, en Slovénie. Sa déclinaison en langue italienne s'intitule Radio Capodistria. Elle est détenue par le groupe audiovisuel public Radiotelevizija Slovenija.

## Histoire
Radio Koper est entendue pour la première fois le 24 mai 1949, sous le nom « Radio jugoslovanske cone Trsta - Radio Trieste zona Jugoslava » (Radio Trieste zone yougoslave), et elle commence à émettre un jour plus tard. Elle appartenait à D. D. Radiofonia SA, créée par la zone d'administration B yougoslave de l'ancien Territoire libre de Trieste. Après le partage du Territoire libre en 1954, la radio s'est associé à Radio Ljubljana et a été plus tard connu sous le nom de « Radio Koper - Capodistria ».

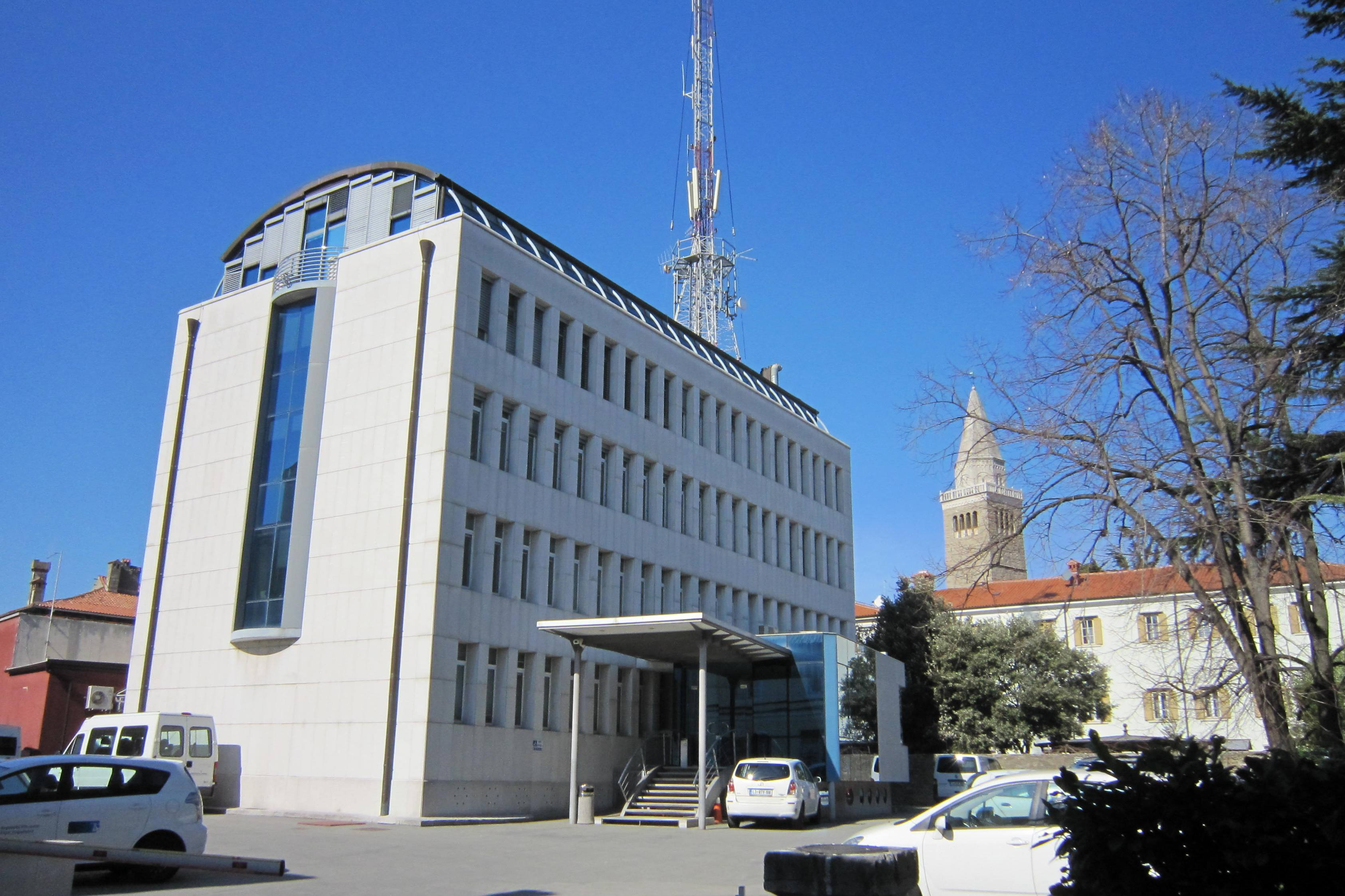
Studio de Radio Capodistria situé en Slovénie

Jusqu'en 1954, elle diffuse des programmes en slovène, italien et croate. De 1954 à 1979, le programme était principalement en italien, tandis que deux blocs courts étaient réservés aux slovènes le matin et le soir. En 1979, les deux versions linguistiques de la radio se séparent, chacune avec son propre réseau d'émetteurs. Le Studio Nova Gorica devient opérationnel un an plus tard.
Radio Koper - Capodistria en tant que station de radio frontalière et minoritaire a joué un rôle très important dans l'histoire de cette région en rassemblant les nations voisines, en particulier pendant la guerre froide. Pendant de nombreuses années, Radio Capodistria a été l'une des trois stations de radio les plus écoutées en Italie, son signal est étendu jusqu'aux côtes de l'Afrique, véhiculant une propagande transfrontalière socialiste et titiste particulièrement appréciée par les membres et sympathisants du Parti communiste italien, en particulier sa jeunesse. Après l'indépendance de la Slovénie, Radio Koper est devenue une unité organisationnelle de la Radiotelevizija Slovenija, qui arrête la diffusion en Italie, tandis que les programmes transfrontaliers s'orientent désormais vers les minorités et les régions.

## Identité visuelle

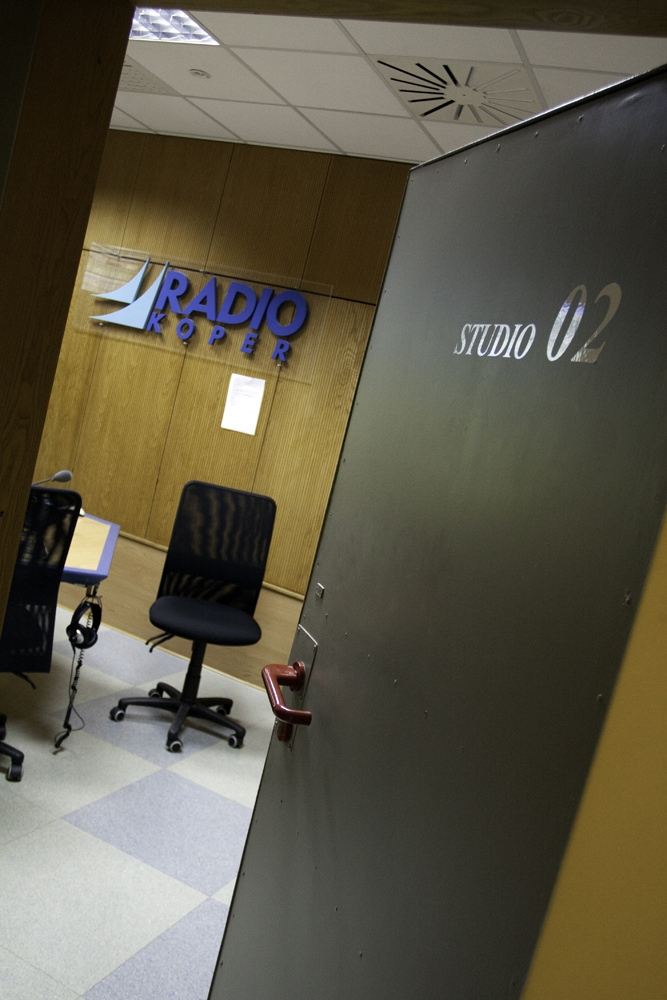
Le Studio 02 de Radio Koper

## Diffusion
Elle peut être écoutée en Slovénie et dans une large part de l'Italie du Nord sur les fréquences : 103.1 MHz, 103.6 MHz et 97,7 MHz. Sa réception est également possible en Slovénie, Croatie et sur tout le nord de l'Italie en ondes moyennes sur 549 kHz.
Elle est aussi audible via le satellite Hot Bird.